# Birka cinereipes
Birka cinereipes är en stekelart som först beskrevs av Johann Christoph Friedrich Klug 1816.  Birka cinereipes ingår i släktet Birka, och familjen bladsteklar. Arten är reproducerande i Sverige.